# اس‌اس الیزابت‌ویل (۱۹۲۱)
اس‌اس الیزابت‌ویل (۱۹۲۱) (به انگلیسی: SS Elisabethville (1921)) یک کشتی بود که طول آن ۴۳۹ فوت ۱ اینچ (۱۳۳٫۸۳ متر) بود. این کشتی در سال ۱۹۲۱ ساخته شد.